# 변산
변산(邊山)은 전북특별자치도 부안군 변산면에 위치한 산이다. 변산을 포함한 변산반도 일대는 국립공원으로 지정되어 있다.
세부적으로 바다를 따라 도는 외변산과 남서부 산악지역의 내변산으로 구분하여 부른다. 최고봉은 의상봉으로 509m이고, 쌍선봉(459m)과 관음봉(433m, 또는 가인봉), 선인봉, 옥녀봉 등이 있다.
외변산이라고 부르는 해안 지역에는 변산 해수욕장을 비롯하여 고사포해수욕장, 격포해수욕장 등이 있어 여름 휴양지로 인기가 높다.

## 같이 보기
- 한국의 산
- 뵬산반도
- 직소폭포